# Castejón de Monegros
Castejón de Monegros (aragónul Castillón de Monegros) település Spanyolországban, Huesca tartományban. Castejón de Monegros Lanaja, Sariñena, Sena, La Almolda, Pina de Ebro és Monegrillo községekkel határos. Lakosainak száma 468 fő (2024).

## Népesség
A település népessége az utóbbi években az alábbiak szerint változott:
| Lakosok száma | 700  | 683  | 655  | 670  | 649  | 574  | 543  | 522  | 497  | 468  |
|               | 2001 | 2004 | 2006 | 2009 | 2011 | 2014 | 2016 | 2019 | 2021 | 2024 |